# Canvey Island
Canvey Island  est une île située au nord de l'estuaire de la Tamise dans le comté d'Essex (sud-est de l'Angleterre). Sa superficie est de 18,45 km² pour une population, au recensement de 2011, de 38 170 habitants.

## Personnalités liées à la ville
- Wilko Johnson (1947-2022), guitariste, chanteur et compositeur, y est né.